# Sorgmanteltetra
Sorgmanteltetra (Gymnocorymbus ternetzi) är en vanlig akvariefisk. Den blir upp till ca 6 cm lång. Kroppen är ganska hög och hoptryckt från sidorna. Främre halvan av sidorna utmärks av två breda svarta tvärband. Bakre halvan av kroppen är grå, bakåt gradvis mörkare till svart liksom på den breda analfenan. 
Sorgmanteltetra är en stimlevande fisk som hör hemma i sötvatten i Paraguay, Bolivia, Argentina och södra Brasilien. Den äter kräftdjur, insekter och maskar. 
Sorgmanteltetra har fått sitt svenska namn av färgteckningen på vuxna individer som kan liknas vid en nedtill svartnande mantel. Det första levnadsåret har den svart kroppsfärg. Artnamnet ternetzi hänför sig till  Carlos Ternetz (1870–1928) som under en expedition till Paraguay och södra Brasilien var den som först samlade exemplar av arten. 